# Silcoates School

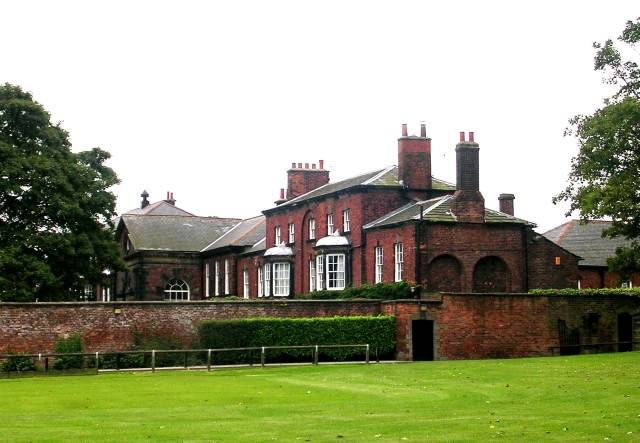
Imagen del colegio

Silcoates School es un colegio privado en Wakefield, Inglaterra. Fue fundado en 1820 como el Northern Congregational School at Silcoates House, para el alojamiento y educación de los hijos del clero inconformista; está localizado cerca de Ossett y Horbury, ambas con una gran cantidad de población inconformista. Fue un internado masculino hasta 1995, contando con alumnos de todo el mundo. Las chicas fueron admitidas en la fase final de secundaria (sixth form) desde 1976. Por entonces, las alumnas eran acomodadas en la "Coach House". El colegio es hoy de educación mixta, con un gran campus que se extiende entre west Yorkshire y Alverthorpe. La Fundación Silcoates School posee tres colegios: Silcoates School, Sunny Hill House School y St Hilda's School. El Silcoates es e que más alumnos tiene, sobre 750 en total. La fundación se encarga de sus alumnos desde la infancia hasta los dieciocho.

## Lema
El lema del colegio es "Clarior ex Ignibus" (Más brillantes que el fuego), conmemorando el Gran Incendio de 1904 que forzó al colegió a trasladarse temporalmente a Saltburn, en la costa de North Yorkshire entre Whitby y Middlesbrough.

## Casas
Hay cuatro casas que representan a directores notables:
- Evans (corbata amarilla y verde)
- Spencers (corbata azul y verde)
- Moores (corbata verde)
- Yonges (corbata roja y verde)

## Asesinato
En 2006, el colegio apareció en las noticias cuando fue el centro de una investigación por asesinato tras encontrar el cuerpo de un hombre sin vida en uno de los edificios del colegio. Se trataba de Gavin Corden, por cuyo asesinato pronto se detuvo a un vecino de la zona.

## Alumnos notables
- James Guinness Rogers (1822-1911), clérigo inconformista.
- William Thomas Stead (1849-1912), periodista y víctima del desastre del Titanic.
- George Newnes (1851-1910), editor.
- J. S. Fletcher (1865-1935), historiador y escritor de novela histórica y de detectives.
- Sir William Peel (1875-1945), gobernador colonial de Hong Kong
- Maurice Yonge (1899-1986), zoólogo.
- David Suratgar (1938-), banquero y abogado.
- John Horam (1939-), político miembro del Parlamento.
- Andrew Burt (1945-), actor.
- Tim Stimpson (1973-), jugador internacional de rugby.
- David Stiff (1984-), jugador de cricket
- Hugh Banton (1949-), músico de rock, miembro de Van der Graaf Generator
- Baron Cocks of Hartcliffe, (1929-2001) político laborista.
- Louis Mariette (Silcoates 1981-1990) Célebre diseñadora de sombreros de mujer.